# Renato Prada Oropeza
Renato Prada Oropeza (Potosí, 17 ottobre 1937 – Puebla, 9 settembre 2011) è stato uno scrittore e critico letterario messicano.
Dal 1976 alla morte ha vissuto in Messico, a Xalapa.

## Biografia
Vincitore del Premio Internazionale "Casa de las Américas" (Cuba, 1969) e del Premio "Erich Guttentag" (Bolivia).
Noto in Italia per la sua opera «I fondatori dell'alba», ambientato nella Bolivia degli anni sessanta. Il libro è ispirato dagli ultimi giorni di vita di Che Guevara, visto più come sognatore di un mondo nuovo piuttosto che esperto guerrigliero.
In occasione della pubblicazione in italiano l'autore ha compiuto un tour in Italia per presentare il libro e raccontare dei quarant'anni della Bolivia, dal Che Guevara al 2007.

## Opere
- El ultimo filo, 1975, ISBN 978-96-81659-58-5
- Larga hora, la vigila, 1979, ISBN 978-96-84340-84-8
- La ofrenda y otros relatos, 1981, ISBN 978-96-84341-94-4
- Poetica Y Liberacion En La Narrativa De Onelio Jorge Cardoso, 1988, ISBN 978-96-88341-52-0
- La autonomia literaria, 1989, ISBN 978-96-86019-07-0
- Los sentidos del simbolo, 1990, ISBN 978-96-88341-86-5
- El lenguaje narrativo, 1991, ISBN 978-96-86019-31-5
- Analisis e interpretacion del discurso narrativo-literario, 1993, ISBN 978-96-86019-42-1
- A traves del hueco, 1998, ISBN 978-96-83672-42-1, con l'Universidad Nacional Autonoma De Mexico
- Literatura y realidad, 1999, ISBN 978-96-81659-58-5

## Opere tradotte in italiano
- I fondatori dell'alba, trad. Katia Boccanegra, Edizioni Gorée, 2007, ISBN 978-88-89605-42-4